# Barbour County, Alabama
Barbour County är ett county i den amerikanska delstaten Alabama. 2012 uppskattades countyt ha 27 201 invånare. Den administrativa huvudorten (county seat) är Clayton, men största stad är Eufaula.

## Historia
Countyt grundades 1832 och fick sitt namn efter James Barbour.

## Geografi
2013 hade countyt en total area på 2 342,68 km². 2 291,82 km² av arean var land och 50,86 km² var vatten.

### Angränsande countyn
- Russell County - nordöst
- Quitman County - öst
- Stewart County - öst
- Clay County - sydöst
- Henry County - syd
- Dale County - syd
- Pike County - väst
- Bullock County - nordväst

### Orter
- Bakerhill
- Blue Springs
- Clio
- Clayton (huvudort)
- Eufaula
- Louisville

## Kända personer
- Bertram Tracy Clayton, militär och politiker
- Katherine Jackson, Michael Jacksons moder
- Martha Reeves, sångerska
- Don Sutton, basebollspelare
- George Wallace, politiker